# تور إيجل هورن
تور إيجل هورن (بالنرويجية البوكمول: Tor Egil Horn)‏ (4 يناير 1976 في النرويج - ) هو لاعب كرة قدم نرويجي في مركز حراسة المرمى. شارك مع منتخب النرويج تحت 21 سنة لكرة القدم. أما مع النوادي، فقد لعب مع نادي بودو/غليمت.

## وصلات خارجية
- تور إيجل هورن على موقع اتحاد النرويج (النرويجية)
- تور إيجل هورن على موقع قاعدة بيانات كرة القدم.إي يو (الإنجليزية)